# ハロルド・フランクリン
サー・ハロルド・エドムンド・フランクリン KCB DSO MC（Sir Harold Edmund Franklyn, 1885年11月28日 -  1963年3月31日）は、イギリスの軍人。イギリス陸軍の将校として第5歩兵師団長などを歴任した。最終階級は大将。

## 経歴
1885年、陸軍中将ウィリアム・フランクリンの息子として生を受ける。ラグビー校とサンドハースト王立陸軍士官学校を卒業後、1905年にグリーン・ハワーズ連隊に配属された。第一次世界大戦ではフランスおよびベルギー戦線に従軍し、アラスの戦いや第三次イーペル会戦にも参加した。
1930年、ウェスト・ヨークシャー連隊の第1大隊長となる。1933年からはスーダン防衛隊にて参謀将校(General Staff Officer)の1人として勤務し、1935年からは司令官(Commandant)を務めた。1938年からは第5歩兵師団長となる。フランクリンは第5師団長として第二次世界大戦の開戦を迎え、1940年のアラスの戦いでも指揮をとった。結果的にドイツ軍の進軍そのものを阻むことはかなわなかったものの、この戦いを受けてゲルト・フォン・ルントシュテット将軍は1940年5月24日に装甲部隊に対し進軍を一時停止するように命令せざるを得なくなった。これにより英米軍はダンケルクの西側に防衛線を構築し、また英本土への脱出の準備を整えるだけの時間を確保することに成功したのである。1940年、イギリス本土南海岸側の防衛を担う第8軍団の司令官となる。1941年からは北アイルランドの英軍部隊の指揮官を務め、1943年より本土軍総司令官に就任。1945年の退役まで務めた。
1946年5月、第二次世界大戦後の戦役命名委員会（Battles Nomenclature Committee）の議長に選出される。1963年死去。

## 家族
1913年にモニカ・ベルフィールド(Monica Belfield)と結婚し、後に娘と息子を1人ずつもうけている。